# Love Me (canção dos Bee Gees)
"Love Me" é uma canção gravada pelos Bee Gees, lançada no álbum de 1976, Children of the World. Também foi incluída na coletânea musical Love from the Bee Gees, lançada apenas no Reino Unido.

## Desempenho nas paradas
| Parada (1976–77)                   | Melhor posição |
| ---------------------------------- | -------------- |
| (Austrália) ARIA                   | 15             |
| (Canadá) RPM                       | 11             |
| Irish Singles Chart                | 9              |
| (Países Baixos) Dutch Top 40       | 16             |
| (Nova Zelândia) RIANZ              | 3              |
| África do Sul                      | 3              |
| UK Singles Chart                   | 6              |
| (EUA) Billboard Hot 100            | 14             |
| (EUA) Billboard Adult Contemporary | 32             |
| (EUA) Cash Box Top 100             | 10             |

| Parada (1976)           | Posição |
| ----------------------- | ------- |
| Canadá                  | 125     |
| Reino Unido             | 52      |
| Billboard Hot 100 (EUA) | 112     |